# Be My Guest
A Be My Guest (magyarul: Légy a vendégem!) egy dal, amely Ukrajnát képviselte a 2012-es Eurovíziós Dalfesztiválon. A dal a 2012. február 18-án rendezett ukrán nemzeti döntőben nyerte el az indulás jogát, ahol a nézői szavazatok alakították ki a végeredményt. A dal 41 ponttal az első helyen végzett a 21 fős mezőnyben. A dalt az ukrán Gaitana adta elő angol nyelven.
Az Eurovíziós Dalfesztiválon a dalt először a május 24-én rendezett második elődöntőben adták elő, a fellépési sorrendben hetedikként, a portugál Filipa Sousa Vida Minha című dala után és a bolgár Sofi Marinova Love Unlimited című dala előtt. Az elődöntőben 64 ponttal a nyolcadik helyen végzett, így továbbjutott a döntőbe.
A május 26-án rendezett döntőben a fellépési sorrendben huszonötödikként adták elő, a szerb Željko Joksimović Nije ljubav stvar című dala után és a moldáv Pasha Parfeny Lăutar című dala előtt. A szavazás során 65 pontot kapott, mely a 15. helyet helyet jelentette a 26 fős mezőnyben.
A következő ukrán induló Zlata Ognevich volt Gravity című dalával a 2013-as Eurovíziós Dalfesztiválon.

## Külső hivatkozások
- Dalszöveg
- A Be My Guest című dal előadása az ukrán nemzeti döntőben. YouTube